# O Direito de Nascer (1978)
O direito de nascer é uma novela produzida e exibida pela extinta Rede Tupi entre 31 de julho de 1978 a 26 de maio de 1979, às 19h30.
Baseada na radionovela cubana escrita na década de 40 por Félix Caignet, foi adaptada por Teixeira Filho e Carmem Lídia e dirigida por Antonino Seabra.
Dos 256 capítulos originalmente exibidos, apenas 63 foram preservados, estando sob a guarda da Cinemateca Brasileira.

## Enredo
Na sociedade moralista de Havana, capital de Cuba, no início do século XX, a jovem Maria Helena engravida do noivo Alfredo e, diante da recusa do rapaz em assumir o filho, torna-se mãe solteira. A criança será alvo do ódio do avô materno, o poderoso Dom Rafael. Após o nascimento, temendo as represálias do velho, a criada negra Dolores foge com o bebê, que batiza como Alberto. Depois disso, desgostosa, Maria Helena se recolhe a um convento, e passa a atender por Sóror Helena da Caridade. Sempre fugindo, Dolores cria o menino e ele, já crescido, forma-se em medicina. O destino leva Alberto à família que desconhece, para desespero de Mamãe Dolores. Albertinho se apaixona, sem saber, por sua prima Isabel Cristina, e acaba salvando a vida do avô que o amaldiçoara no passado.

## Elenco
- Eva Wilma - Maria Helena de Juncal (Sóror Helena da Caridade)
- Carlos Augusto Strazzer - Alberto Limonta (Albertinho)
- Beth Goulart - Isabel Cristina
- Cléa Simões - Mamãe Dolores (Dolores Limonta)
- Aldo César - Dom Rafael Zamora de Juncal
- Adriano Reys - Dom Jorge Luís de Belmonte
- Lia de Aguiar - Conceição
- Lolita Rodrigues - Dorinha
- Denise Del Vecchio - Rosário
- Yolanda Braga - Conchita
- Henrique Martins - Dom Ricardo de Monteverde
- Percy Aires - Dom Alfredo Martins
- Wilma de Aguiar - Rosa
- Elizabeth Gasper - Condessa Victória de Monteverde
- Miriam Mehler - Graziela
- Alzira Andrade - Eva
- Xandó Batista - Miguel
- Dante Ruy

- Rogaciano de Freitas - Pedro Letra
- J. França - Anselmo
- Jussara Freire - Manon
- Linda Gay - Rufina
- Henricão - Júlio
- Antônio Leite - Padre
- Chica Lopes - Tina
- Clarice Carvalho - Marisol
- Roberto Maya - Garcia
- Rodolfo Mayer - Bispo
- Geny Prado - Madre Socorro
- Walter Prado - Ernesto
- Dante Ruy - Pablo
- Rosamaria Seabra - Anita
- Ivanise Senna - Frederica
- Suzy Camacho - Maria Helena jovem
- Carlos Laranjeira - Alfredo jovem
- Beto Sugolo - Jorge Luís jovem

## Trilha Sonora

### Trilha Sonora Nacional
1. Começaria Tudo Outra Vez - Maria Bethânia
2. O Vagabundo - Altemar Dutra
3. Sou Mais Um - Moacyr Franco
4. Aqueles Olhos Verdes (Aquellos Ojos Verdes) - Agostinho dos Santos
5. Ave Ligeira - Guto
6. A Noite Eterna (Canção Para Dilene) - Neuber
7. Acalanto Para Dolores - Carlos Augusto Strazzer (tema de Mamãe Dolores)
8. Dentro de Mim Mora Um Anjo - Fafá de Belém
9. Santo Domingo - Wildner
10. Por Dentro Estou Morrendo (Tu Cariño Se Me Vai) - César Sampaio
11. Amor Eterno (O Direito de Nascer) - Lolita Rodrigues
12. Sorria (Smile) - João José

### Trilha Sonora Internacional
1. Padre Nuestro (Da Missa de Los Andes) - Victor Sanhueza
2. The Charleston - The Grandfathers
3. Angelitos Negros - Roberta Flack (tema de Mamãe Dolores)
4. Vida - Orquestra TV Sound (tema de Maria Helena)
5. Nana Para Mi Madre - Jose Luis Perales (tema de Albertinho Limonta e Mamãe Dolores)
6. Que He de Hacer Para Olvidarte? - Manolo Otero
7. Far Away - Sidney Thompson
8. Quedamos Solos (Vida) - Ederly
9. Zema - Orquestra TV Sound
10. Amores Que Se Lleva El Viento - La 5. Reserva
11. Te Amare Toda La Vida - Lucho Gatica (tema de Albertinho Limonta e Isabel Cristina)